# Petr Poláček
Petr Poláček (* 2. srpna 1984 Neratovice, Československo) je český zpěvák, který se dostal do povědomí širší veřejnosti díky účasti v pěvecké soutěži Česko hledá Superstar. Na svém kontě má dvě alba, první nese název Petr Poláček & Iluze. Druhé bylo pojmenováno podle jedné z písní Nemůžu zapomenout. Zahrál si také v muzikálu Děti ráje. V minulosti působil pod pseudonymem Paulie Weston v kapele Sleazy RoXxX. Aktivně působí v kapele Bon Jovi Tribute Petr Poláček, která koncertuje v Čechách a na Slovensku. 

## Bon Jovi Tribute - Petr Poláček
S kapelou Bon Jovi Tribute koncertoval Petr jako frontman již předtím, než se objevil v soutěži Česko hledá Superstar. V průběhu let se v kapele vystřídalo několik muzikantů a manažerů, od října 2024 Petr Poláček převzal řízení kapely do svých rukou. Kapela aktivně koncertuje. 

### Sestava
- Petr Poláček – frontman, zpěv, akustická kytara
- Tomash Shydlovsky – klávesy, zpěv
- Martin Otruba – klávesy, zpěv
- Radek Pilc – elektrická kytara, zpěv
- Lukáš Varaja – basová kytara, zpěv
- Kryštof Fuxa - bicí

## DO-RE-MI a Eva Urbanová
Poprvé se objevil na obrazovce v roce 2002 v hudebním pořadu DO-RE-MI, kde okouzlil porotu (kromě porotkyně z publika) a diváky svým podáním písně Thank you for loving me[zdroj?].
V této soutěži si ho také všimla operní pěvkyně Eva Urbanová, s kterou později nazpíval italský duet Miserere. Duet byl představen divákům na turné. Televizní diváci mohli kombinaci rockového a operního hlasu zhlédnout v pořadu Vladimíra Hrona Jsou hvězdy, které nehasnou.

## Česko hledá Superstar
Zúčastnil se historicky prvního ročníku, kde obsadil ve finále deváté místo. Ze semifinálového kola postoupil z druhého místa společně s Petrou Páchovou. Fanouškům této soutěže se vryl do povědomí pod přezdívkou Bon Jovi[zdroj?], jelikož je to jeho vzor a dříve vystupoval se skupinou Bon Jovi Revival.
- TOP 40
  - Bon Jovi – Always
- TOP 10
- Bon Jovi - (téma Můj idol)
- TOP 9
  - Bryan Adams – Summer of 69 (téma Píseň z mého roku narození)

15. ledna 2007 vydal druhé album s názvem Nemůžu zapomenout, ve kterém se nachází jak písně původní, tak i přezpívané.

## Bad Name
V roce 2009 se dal opět dohromady s kytaristou Iluze a Bon Jovi revival Ondřejem Toulem a společně obnovili kapelu Bad Name. V květnu 2010 došlo k výměně bubeníka, za časově zaneprázdněného Michala Daňka nastoupil Jakub Donáth, který zároveň působil v kapele Natural. V červnu 2011 nastupuje na post bubeníka mladý Samuel Fiala. Kapela je od roku 2013 neaktivní.

### Sestava
- Petr Poláček – zpěv, akustická kytara
- Ondřej Toul – kytara, zpěv
- Milan Janeček – baskytara
- Tomash Shydlovsky – klávesy, zpěv
- Samuel Fiala – bicí

## Sleazy RoXxX
V roce 2015 se dal dohromady s rockovou kapelou Sleazy RoXxX z Prahy, která koncertuje po celé Evropě. Na podzim 2015 vydala kapela singl s názvem "Catch the World", v roce 2016 vyšlo LP "Topless Suicide" pod německým vydavatelstvím.
Sestava
- Petr Poláček (Paulie Weston) – zpěv
- James Dinner – kytara, zpěv
- Jan Vandevell – baskytara, zpěv
- Vinnie Cage – bicí, zpěv

## Diskografie
- 2005 Petr Poláček & Iluze
- 2007 Nemůžu zapomenout
- 2016 Topless Suicide